# グリゴル・ヴァシャゼ
グリゴル・ノダリス・ゼ・ヴァシャゼ（グルジア語: გრიგოლ ნოდარის ძე ვაშაძე、グルジア語ラテン翻字: Grigol Nodaris dze Vashadze、1958年7月19日 – ）は、ジョージアの政治家、外交官。ミヘイル・サアカシヴィリ政権下で文化・遺跡保護・スポーツ大臣（2008年）と外務大臣（2008年–2012年）を歴任。

## 来歴
グリゴル・ヴァシャゼは1958年にグルジア・ソビエト社会主義共和国トビリシにて誕生。1975年にトビリシ第61中等学校を卒業。1981年にモスクワ国際関係大学を卒業し、ソビエト外務省に入省。ソビエトの外交チームに加わり、第一次戦略兵器削減条約についてアメリカ合衆国との交渉に関わった。彼はソビエト外務省にて国際機関部および宇宙核兵器省に所属した。また1988年から1990年までソビエト外交アカデミーで国際法を研究し、修士号を取得した。1990年から2008年まで個人事業を経営し、主にモスクワとニューヨークを拠点とした。彼は「Georgia Arts Management」と「Gregory Vashadze and BR」の創業者として、事業を運営した。
2005年にジョージアに帰国。2008年2月、ダヴィト・バクラゼの後任として外務副大臣に着任。2008年4月には大臣代行としての職務も行った。2008年12月、エカテリネ・トケシェラシヴィリに代わって外務大臣に昇任。2012年10月、ビジナ・イヴァニシヴィリ内閣の発足に伴い、外務大臣を退任した。
2018年大統領選挙に出馬。同じ元外相のサロメ・ズラビシュヴィリとの争いとなり、10月28日の投票の結果、得票率38.6％のズラビシュヴィリに次ぐ得票率37.7％を獲得し、決選投票に進んだが、11月28日の決選投票で得票率40.5％にどどまり、59.5％のズラビシュヴィリに破れた。

## 私生活
ヴァシャゼは1988年に結婚。相手は著名なバレエダンサーのニーナ・アナニアシヴィリであった。彼らは子供を2人（長男ノダル、長女エレネ）をもうけた。
ヴァシャゼは母語ジョージア語の他、ロシア語、英語、ポルトガル語、イタリア語、スペイン語、フランス語を扱うことができる。

## 二重国籍と市民権の問題
ヴァシャゼはかつてジョージアとロシアの二重国籍を保持していた。2008年12月、ロシアの新聞コメルサントによるインタビューでロシア市民権を拒否するつもりはないと発言し、野党各党より強く批判された。
ロシア国家院議員のセミヨン・バグダサロフは、ヴァシャゼの保持するロシア市民権が「反ロシア的」であるとして、ヴァシャゼのロシア市民権を剥奪するよう提案したが、議会はこの提案は違法であるとして速やかに棄却した。この問題の後、ヴァシャゼは自らロシア市民権を放棄した。